# Romániai magyar irodalmi pályázatok
Irodalmi pályázat (Erdély, 1918-1989)– intézmények és szerkesztőségek részéről kiadott versenyfelhívás egyes irodalmi tárgykörökben tapasztalt űrök betöltése, a munkakedv serkentése és új lehetőségek felfedezése céljából. A beküldött alkotásokat bírálóbizottsági döntés alapján díjazzák.

## Közületek, intézmények pályázatkiírásai

### 1920-as évek
A temesvári Arany János Társaság 1923-ban a Jókai-centenárium tiszteletére és egy Szabolcska Mihály emlékérem elkészítésére hirdetett irodalmi, költői, zenei és képzőművészeti pályázatot. Ugyancsak 1923-ban zajlott le a kolozsvári Magyar Színház keretében az Írói Olimpiász, melynek Janovics Jenő felajánlotta ezüst vándorserlegét Marosvásárhely írói csoportja kapta.
1925-ben a lugosi Magyar Kisebbség pályázatot írt ki az erdélyi magyarság történetének megírására, különös tekintettel a művelődés történetére. A pályadíjat, 25 000 lejt, Bánffy Ferenc ajánlotta fel, mely összeget egy névtelen mecénás újabb 10 000 lejjel egészített ki. Öt pályázat érkezett be tervezettel és egy-egy kidolgozott fejezettel, ezek közül a Karácsonyi János, Kelemen Lajos és Krenner Miklós személyéből álló bírálóbizottság Király Pál erzsébetvárosi nyugalmazott főgimnáziumi tanárnak ítélte az I. díjat. A tervezett könyv nem készült el, de a pályázatkiírást tartalmas vita követte a sajtóban, melynek végső tanulsága az volt, hogy egy elszigetelő "nemzetiségtörténet" helyett Erdély egyetemes történetének teljes kapcsolatrendszerét kell kidolgozni. Az Erdélyi Magyar Irodalmi Társaság ebben az értelemben bízta meg Bíró Vencelt Erdély történetének megírásával.
1926-ban az Erdélyi Irodalmi Társaság írt ki pályázatot egyfelvonásos színdarabokra. A 2000 lejes I. díjat Kibédi Sándor nyerte, Czinczár Miklós, Krimsky Géza és Nikodémusz Károly 1000–1000 lej jutalomban részesült. A marosvásárhelyi KZST 1928-ban Gulácsy Irén adományának felhasználásával versekre, 1930-ban Agyagási Károly és neje alapítványának kamataiból erdélyi költők verseinek megzenésítésére írt ki pályázatot. Utóbbi nyertese Zeno Vancea (I. díj), Trózner József és Bródy Miklós. A bekövetkezett nagy gazdasági világválság következtében az alapítvány elértéktelenedett, s kamatai nem fedezték további pályadíjak kiadását.

### 1930-as évek
A Helikoni közösség az V. marosvécsi találkozón (1930) átfogó magyar irodalomtörténet megírására hirdetett pályázatot. Molter Károly, Makkai Sándor és Babits Mihály véleményezése alapján a díjat Szerb Antal kapta: a szerző 1933-ban a VIII. marosvécsi találkozón részleteket mutatott be művéből, mely 1934-ben Magyar irodalomtörténet címmel az ESZC kiadásában két kötetben meg is jelent.
Az ESZC és a Kolozsvári Magyar Színház 1936 júliusában a XI. marosvécsi találkozón közösen írt ki drámapályázatot. Nyertes lett Tamási Áron Tündöklő Jeromos c. drámája; az előadásra alkalmasnak ítélt színpadi alkotások között szerepel Nagy István Özönvíz előtt, Kakassy Endre A vörös kör, Nagy Borbála Zeng az erdő és Hegedűs Árpád Játék túl a színpadon c. darabja is.

### A II. világháború után
A II. világháború után az MNSZ hirdetett irodalmi tárgyú országos zenepályázatot, melynek I. díját Medgyes Lajos Békeszózat c. versének vegyes kari feldolgozásával Chilf Miklós nyerte el. Az MNSZ országos közművelődési bizottsága 1948. máj. 1-jén számos tételből álló irodalmi és képzőművészeti pályázatot írt ki. Háromfelvonásos falusi színdarabbal Sombori Sándor (Árvíz) és Tomcsa Sándor (Jubileum) szerzett díjat.
Gazdagnak bizonyultak a vértanúk emlékére kiírt pályatételek. Ocskó Teréz alakját Gredinár Aurél (Huszonhárom éves volt), Fónagy Jánosét Szemlér Ferenc (A kelepce) vitte színpadra egyfelvonásos darabban, a vértanúk emlékét idéző versek közül az I. díjat Horváth Imre Hősnél többek c. verse nyerte, s jutalomban részesült Létay Lajos, Szobotka András és Rózsa Aliz költeménye.
A pályanyertes zenei szerzemények közt Eisikovits Mihály Miksa egy Horváth István-vers (Törd a jármot) vegyes kari feldolgozásával, Márkos Albert szabadságindulóval, Jodál Gábor és Jagamas János mártírokat (Józsa Bélát és Szabó Árpádot) idéző művel szerepelt.
A képzőművészeti pályamunkák közül I. díjat kapott Nagy Albert A vértanú c. festménye Józsa Béláról, díjnyertes lett Andrásy Zoltán Józsa Béla a bányászok között c. munkája, Szolnay Sándor Kovács Katona Jenő mártírhalálát ábrázoló festménye és Gy. Szabó Bélának a romániai magyar vértanúkra emlékeztető fametszete is. A szobrászok közül Kós András pályamunkájával I. díjat kapott, elismerés fogadta Benczédi Sándor, Máthé József, Márkos András műalkotásait.

## Folyóiratok és napilapok pályázatkiírásai

### 1920-as évek
A marosvásárhelyi Zord Idő vers- és novellapályázatán 1920-ban Tompa László Idegen falusi fogadóban c. versét és Nyirő József Haldoklik a székely c. novelláját díjazták. Az 1921-ben kiírt újabb pályázat lírai tétele eredménytelen maradt, a „kisnovella” díját Sipos Domokos Templomrabló c. írása kapta, a „nagynovella” díját megosztották Sipos Domokos Boldog idők és Sivó Ági Vera Emberek halála c. elbeszélése között.
A Napkelet (a Keleti Újsággal karöltve) 1920-ban írt ki irodalmi pályázatot. Az elbeszélés díját Nagy Dániel Annuska menyasszony lett, Nyírő József Értelek, virág és Pap József Bobka c. írása között osztották meg. A versdíjat csak 1921-ben adták ki Bartalis János Varjak c. verséért, Becsky Andor A vers anarchiája c. írása pedig dicséretben részesült.
A Keleti Újság 1922-ben kiírt és megújított novellapályázatának eredményét csak 1923-ban hirdették ki: a díjat megosztották Balla Böske Bűn és Tamási Áron Föld embere c. írása között, miután Tamásinak a pályázatra beküldött első írását (Szász Tamás, a pogány) előzőleg már a lap 1922. július 23-i számában közreadták.
Az Ellenzék 1923-ban történelmi regényre és novellára hirdetett pályázatot. A regénypályázat eredménytelen maradt, a novella díját Nyirő József Rapsonné rózsája c. írása kapta. 1925-ben a lap másodszor is novellára írt ki pályázatot, s a legjobbnak ítélt elbeszéléseket rendre megjelentette, közölve Tompa László, Molter Károly, Benedek Elek és mások kritikai észrevételeit is. A díjat megosztották Berde Mária Télutó és Sipos Domokos Vajúdó idők küszöbén c. írása között.

### 1960-as évek
Újabb jelentőségre a lapok pályázatai csak az 1960-as években emelkedtek. Az Utunk 1962-ben olyan írók számára írt ki pályázatot elbeszélésre, novellára, karcolatra, akik kötettel még nem jelentkeztek. A beküldött írásokat folyamatosan közölték, s 1963-ban az I. díjat Szilágyi Istvánnak adták, a II.-at Szabó Zoltán, a III.-at Szives Sándor kapta. 1967-ben a köztársaság kikiáltásának 20. évfordulójára Vallomás a szülőföldről címen hirdetett pályázatot az Utunk, s a beérkező anyagból állította össze az Utunk Évkönyv 68 c. kötetet, megnyitva új vállalkozása, az évkönyvek sorozatát.
A Művelődés pályázataiból már 1958-ban kiemelkedett egy népdalgyűjtési pályázat, melyet a kolozsvári Folklórintézet javaslatára a marosvásárhelyi Népi Alkotások Házával karöltve hirdettek meg olyan helységek népdalkincsének feltárására, ahol még nem volt rendszeres gyűjtés. 1971-ben a Román Kommunista Párt fél évszázados fennállásának tiszteletére írtak ki pályázatot, melynek díjazottjai közt Gáll Ernő szociológus, Kovács Zoltán festőművész, valamint Gergely István és Vida Géza szobrászok szerepeltek.

### 1970-es évek
A Hét szerkesztősége részéről kitűzött Berde Áron-díj 1972 és 1975 között négy ízben került meghirdetésre azzal a céllal, hogy fellendítsék a romániai magyar nyelvű tudományos ismeretterjesztő közírást. Összesen 12 szakírót jutalmaztak, így 1975-ben Fey László tanárt pedagógiai népszerűsítő cikkeiért és Vasas Samu tanárt főleg bionikai tárgyú ismertetéseiért. A folyóirat Könyvtár-melléklete is pályázatot írt ki Találkozásom a könyvvel címmel, az 1981-ben zárult első szakasz legsikerültebb munkáit a nyertes szerzők nevére készített művészi ex librisszel jutalmazta a bírálóbizottság.

### 1980-as évek
A Korunk 1980-ban kiírt Változó valóság c. szociológiai, szociográfiai és társadalom-néprajzi pályázatára 20 munka érkezett; a szerkesztőség nem állított fel rangsort, hanem valamennyi dolgozatot dicséretben részesítette, s azokat Metamorphosis Transylvaniae címet viselő 1982-es évkönyvében közzétette. A folyóirat 1982-es újabb pályázata Sors és emlékezet címen „egy nemzetiség folytonosságának még megszólaltatható emlékeit” kívánta rögzíteni. A pályázat 1983. december 31-én zárult.

## Pályázatok középiskolások és egyetemi hallgatók számára

### Az I. világháború után
Az Erdélyi Helikon 1929-ben hirdette meg pályázatát a végzős középiskolások kiemelkedő magyar irodalmi ismereteinek jutalmazására. A kolozsvári Református Kollégiumban tartott versenyen csak a II. és IV. díjat adták ki az Él-e Arany? pályatétel kidolgozására. A pályázatot 1930-ban megismételték A magyar falu XIX. századi irodalmunkban c. tétellel.
A KZST 1932-ben Bornemissza Elemérné sz. Szilvássy Karola székfoglalója emlékére 4000 lejes alapítványt tett felsőbb osztályos középiskolai tanulók részére történelmi tárgyú szünidei dolgozatok jutalmazására. A szatmári Kölcsey Kör 1936-ban két pályatételt tűzött ki: Kölcsey és a nyelvújítás címmel középiskolások, A mai erdélyi magyar regényirodalom általános kritikai ismertetése címmel egyetemi hallgatók számára.

### A II. világháború után
1945 után a legjelentősebb ifjúsági pályázat az évről évre ismétlődő tantárgyolimpia. Szervezéséről a Nevelés- és Oktatásügyi Minisztérium, a Filológiai Tudományok Társasága és a KISZ Központi Bizottsága gondoskodott; a középiskolások magyar irodalomtörténeti eredményeit rendszeresen közölte az Utunk.
Régi hagyomány elevenedett fel azzal a szokással, hogy a hozzátartozók iskolai alapítványt tesznek elhunyt családtagjuk emlékére. A kolozsvári Brassai Sámuel Ipari Líceumban Juhász Máté-jutalomban részesült évente egy jó előmenetelű tanuló, országos körút költségeinek fedezésével. A kolozsvári 3. számú Matematika–Fizika Líceum Fodor Éva-díjat osztott évente ajándékkönyvek formájában.
Az 1982-ben elhunyt Csulak Magda nép- és iparművésznő végakarata értelmében 10 000 lejes pénzhagyatékából Csulak Magda-díj létesült annak a Kovászna megyei középiskolás diáknak a jutalmazására, aki „különösebb érdemeket szerzett a népművészet terén.”